# Podon intermedius
Podon intermedius är en kräftdjursart som beskrevs av Wilhelm Lilljeborg 1853. Podon intermedius ingår i släktet Podon och familjen Podonidae. Arten är reproducerande i Sverige. Inga underarter finns listade i Catalogue of Life.